# Championnat du Minas Gerais de football
Le Championnat du Minas Gerais (Campeonato Mineiro en portugais) est une compétition brésilienne de football se tenant dans l'État du Minas Gerais et organisée par la Fédération du Minas Gerais de football. C'est l'un des 27 championnats des États brésiliens. Jusqu'à la fin des années 1950, il était connu sous le nom de Championnat de la Ville (Campeonato da Cidade en portugais).
L'histoire du championnat peut se diviser en deux périodes distinctes : l'avant et l'après Mineirão. Le Mineirão est le plus grand stade du Minas Gerais, il fut inauguré en septembre 1965 dans la capitale de l'État : Belo Horizonte. Sa construction coïncida avec la montée en puissance du Cruzeiro qui devint l'un des ténors du championnat. Aujourd'hui l'Atlético est le club le plus titré, suivi du Cruzeiro et de l'América.
Plusieurs internationaux brésiliens furent découverts dans le championnat, parmi eux : Ronaldo, Reinaldo et Tostão. Bien que le championnat soit considéré comme étant d'un niveau faible, les matchs sont souvent intenses de par la forte rivalité entre les 3 grands clubs de la capitale : l'Atlético Mineiro, Cruzeiro et l'América.

## Organisation
Actuellement le championnat se divise en 2 parties : la première partie, appelée Primeira Divisão, se compose de deux modules : le premier module (Módulo I) correspond à la première division et le second (Módulo II) à la deuxième division. La deuxième partie, appelée Segunda Divisão, correspond à la troisième division.

## Clubs de l'édition 2015
Première division
- América FC (Belo Horizonte)
- Atlético Mineiro
- Boa Esporte
- Caldense
- Cruzeiro EC
- EC Democrata
- Guarani EC (Divinópolis)
- Mamoré
- Tombense FC
- Tupi FC
- URT
- Villa Nova AC